# Mamert de Viena
Mamert de Viena (Viena del Delfinat?, ca. 400 - Arle o Viena, 475) fou un arquebisbe de Viena del Delfinat. És venerat com a sant per diverses confessions cristianes.

## Biografia
Germà del teòleg i poeta Claudià Mamert, es distingí per la seva formació literària i el seu domini de la teologia. Fou elegit bisbe de Viena poc abans de 462 i entrà en conflicte amb l'arquebisbe d'Arle, a qui qüestionà la supremacia, però s'hi sotmeté en 464, quan el papa Lleó I va regular-ne les fronteres i un sínode de bisbes l'obligà a acceptar la decisió. Ordenà prevere el seu germà Claudià.
Fou el primer a fer processons rogatives a la Gàl·lia, cap al 470, per tal de posar fi a un seguit de calamitats naturals. Durant el seu bisbat s'hi descobriren les restes de Sant Ferriol de Viena, que foren instal·lades en l'església que se li dedicà.
En 475 assistí a un sínode a Arle i hi morí, sense que se sàpiga si va tornar a Viena o no.

## Veneració
El seu sepulcre de pedra fou retrobat cap al 1860; buit, es conserva al museu arqueològic de l'església de Saint-Pierre de Viena.
En el folklore de la regió, Mamert és un dels tres sants de gel, amb Servaci de Tongeren (13 de maig) i Pancraç de Roma (12 de maig): conformen els dies que, segons els pagesos, pot haver-hi les últimes gelades que puguin malmetre els conreus.